# 水野高家
水野 高家（みずの たかいえ/平高家(たいら の たかいえ)、生没年不詳）は、平安時代末期の武将。尾張国山田荘水野郷（愛知県瀬戸市）・志段味郷（名古屋市守山区）を拠点とした豪族である桓武平氏高望王流水野氏の総領。入尾城主。父は水野景俊。子に家俊・高康・高重・行高・国高・高俊がある。
治承4年(1180年)12月、尾張国山田庄志田味(志段味)郷の下司職に、元暦元年(1184年)2月、八条院御領尾張国山田庄志談(志段味)の郷司職に補任された。